# Discurso de la independencia congolesa

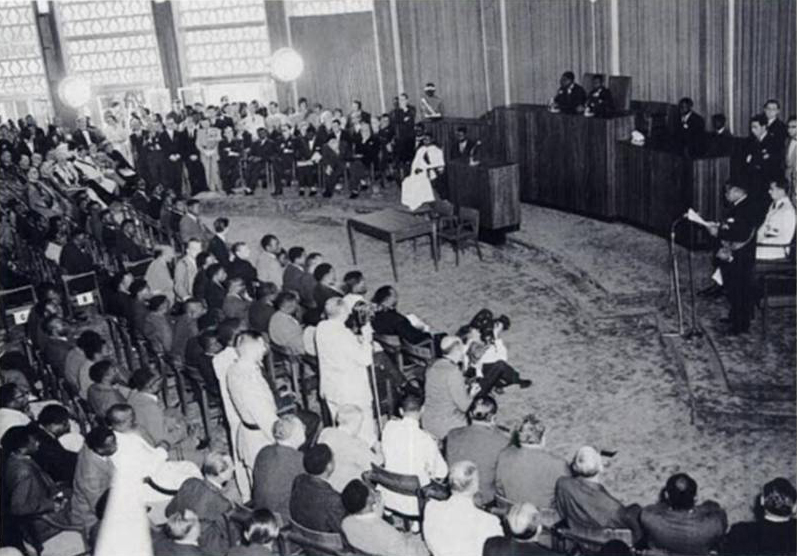
Ceremonia de independencia del Congo-Leopoldville, donde Lumumba pronunció el discurso

Se conoce como Discurso de la independencia congolesa a un discurso dado por Patrice Lumumba el 30 de junio de 1960, durante la ceremonia de independencia de Congo-Léopoldville (la actual República Democrática del Congo), convirtiéndose en un famoso ejemplo de ataque al colonialismo.

## Historia
Lumumba, primer ministro congoleño, pronunció el discurso durante las conmemoraciones oficiales de la independencia en el Palacio de la Nación en Léopoldville (la actual Kinshasa). La ceremonia estaba destinada a marcar el final armonioso del gobierno belga y contó con la presencia de dignatarios congoleños y belgas, incluido el rey Balduino. El discurso de Lumumba, que no estaba programado originalmente, fue en gran parte una respuesta al discurso de Balduino que sostenía que el fin del gobierno colonial en el Congo había sido representado como la culminación de la "misión civilizadora" belga iniciada por Leopoldo II en el Estado Libre del Congo.
El discurso de Lumumba, transmitido en directo por radio, denunció el colonialismo y fue interpretado como una afrenta a Bélgica y personalmente a Balduino. Si bien tuvo buena recepción en el Congo, fue ampliamente condenado internacionalmente como innecesariamente conflictivo y por mostrar ingratitud en un momento en que Bélgica le había otorgado la independencia al estado. El discurso casi provocó un incidente diplomático entre Congo-Leopoldville y Bélgica, y Lumumba luego dio otros discursos tratando de adoptar un tono más conciliatorio.
El discurso en sí ha sido elogiado por su uso de la retórica política, y se considera un momento histórico en la independencia del Congo. También se ha citado como un factor que contribuyó a la subsiguiente Crisis del Congo y al asesinato de Lumumba en 1961. Desde su pronunciación, el discurso ha sido ampliamente reimpreso y ha sido representado en pinturas y películas.